# Plaxiphora (Plaxiphora) kamehamehae
Plaxiphora (Plaxiphora) kamehamehae is een keverslakkensoort uit de familie van de Mopaliidae. De wetenschappelijke naam van de soort is voor het eerst geldig gepubliceerd in 1979 door Ferreira & Bertsch.